# Kozmikus dualizmus
A kozmikus dualizmus az a  spirituális meggyőződés, hogy két egyenrangú (vagy közel egyenrangú), örökkévaló szakrális erő vagy hatalom versengése vagy irányítása jellemzi a világot és az univerzumot ezen egymással ellentétes jelenségek egységeként írják le. A kifejezés egy gyűjtőfogalom, amely a különféle vallások nézeteinek sokféleségét takarja, beleértve ebbe a hagyományos vallások és a szentírással rendelkező vallások nézetét egyaránt.
A teológiában a dualizmus utalhat az istenségnek a teremtéssel és a világegyetemmel való kapcsolatára is (→ teista dualizmus). A dualizmusnak ez a formája  a hinduizmus és a kereszténység bizonyos formáiban található meg.
Az ontológiai dualizmusban a világot két kategóriára osztják. Az univerzum két alapelvének, a jin és jang szembenállása és kombinációja a kínai filozófia részét képezi, és a taoizmus fontos jellemzője, de a konfucianizmusban is szó van róla.
Az etnográfiai és a kulturális antropológiai irodalomban számos mítoszt és teremtési motívumot találunk dualista kozmológiával. Ezek úgy képzelik el a világot, hogy egy démiurgos vagy más mitológiai lény teremtette vagy befolyásolja, amely egy másik lénnyel verseng, vagy pedig kiegészítő funkciót tölt be a világ teremtésében vagy befolyásolásában. Az ilyen kozmológiáknak széles a sokfélesége. Egyes esetekben, például a csukcsoknál, a lények inkább együttműködnek, mint versengenek, és egyenlő módon járulnak hozzá a teremtéshez. Sok más esetben a két lény nem ugyanolyan hatalmú. Néha szembeállítják őket egymással, mint jót és rosszat.  Gyakran hiszik róluk, hogy ikrek vagy legalább testvérek.

## Duoteizmus, biteizmus, diteizmus
Ha több istenre vonatkozik, a dualizmus utalhat duoteizmusra, biteizmusra vagy diteizmusra. Bár a diteizmus/biteizmus magába foglalja az erkölcsi dualizmust, nem egyenlőek: a diteizmus/biteizmus (legalább) két istenben hisz, míg a morális dualizmus nem feltétlenül jelenti a teizmust (teosz = isten).
Mind a biteizmus vagy a diteizmus magába foglalja a két egyformán erős istenségben való hitet, amelyek egymást kiegészítő vagy antonim tulajdonságokkal rendelkeznek; Míg azonban a biteizmus harmóniát jelent, addig a diteizmus rivalizálást és ellentétet, például jó és rossz, a világosság és sötétség között. Például egy diteista rendszer olyan lenne, amelyben az egyik isten teremtő, a másik pusztító (vö. teodicia). A zoroasztrianizmus eredeti felfogásában például Ahura Mazdá a végső jó szelleme, míg Ahriman (Angra Mainyu) a végső rossz szelleme volt.
A nemi polaritáson alapuló biteista vagy duoteista teológia egyik jól ismert példája a Wicca újpogány vallásában található. A Wiccában a dualizmust egy isten és egy istennő hite képviseli, mint a világegyetem uralmának partnerségét. Ennek középpontjában áll az isteni pár, – hagyományos Wiccában – a Holdistennő és a Szarvas Isten imádata, és akiket szeretőknek tartanak.

### Abszolút és enyhített dualizmus
A radikális vagy abszolút dualizmus: két egyenrangú isteni erőt feltételez.
Enyhített dualizmus: ahol a két elv vagy erő közül az egyik alacsonyabb rendű, mint a másik.

## Teista dualizmus
A teológiában a dualizmus utalhat Istennek a teremtéssel és a világegyetemmel való kapcsolatára. A dualizmusnak ez a formája a kereszténység és a hinduizmus bizonyos hagyományaiban fedezhető fel. 

### Zoroasztrianizmus
A zoroasztrizmus a világ egyik legrégebbi, máig élő vallása, amely az iráni Zoroaszter próféta tanításain alapul.  Van egy dualista jó és rossz kozmológiája, valamint egy olyan eszkatológiája, amely előrevetíti a rossz végső bukását a jóval szemben. A gonosz fő szellem (Angra Mainju) azonban nem egyenrangú a jóval (Ahura Mazdá), így a zoroasztrizmust csak részbeni  vagy enyhített dualizmusnak tekintik.

### Manicheizmus
A manicheizmus egy igen jelentős vallás volt, amelyet a Kr. u. 3. században alapított a pártus  próféta, Mani a Szászáni Birodalomban. A manicheizmus jól kidolgozott dualista kozmológiát tanított, amely leírja a fény spirituális világa és a sötétség gonosz, anyagi világa közötti küzdelmet.  Az emberi történelem során zajló folyamatban a fény fokozatosan kikerül az anyag világából, és visszatér a fény világába, ahonnan jött.

### Kereszténység és más ábrahámi vallások
Az Isten és a Teremtés közötti dualizmus központi hitként létezett a kereszténység számos történelmi irányzatában, beleértve a markionizmust, a katarizmust, a paulikiánizmust és a gnosztikus kereszténység más formáit. A keresztény dualizmus arra a meggyőződésre utal, hogy Isten és a teremtés különálló, de oszthatatlan kötelék révén összefügg egymással.
A gnoszticizmus egy változatos, szinkretista vallási mozgalom, amely különböző hitrendszerekből áll, amelyek általában a legfelsőbb, transzcendens Isten és egy Demiurgosz közötti ellentétben állnak. A gnoszticizmus nem korlátozódik a kereszténységre, hanem más vallási hagyományokból származó hiedelmeket is magába foglal.  A dualizmus itt két ellentétes principium létezésének hite, amely szerint a világegyetemben két szembenálló erő viaskodik, örök harcot víva egymással. Az anyagi világot a gonosz isten hozta létre. A legtöbb dualista vallási rendszer hisz egy transzcendens jó istenben, akinek semmi köze az anyagi világhoz és az ezt domináló gonosz erőkhöz.
Az olyan közösségekben, mint a katarok és a paulikiánusok a dualizmus a gonosz isten által teremtett anyagi világ és az erkölcsi világ istene között feszül. A keresztény dualizmusban a jó és a gonosz istenek egyformán hatalmasak, de az anyagi rossz a szellemi jónak van alárendelve.
A Bizánci Birodalom keresztény dualistáit, a paulikiánusokat a birodalom teológusai manicheus eretnekeknek tekintettek. A keresztény dualizmusnak ez a hagyománya, amely fő prófétája Konstantin-Szilvánusz († 684) volt, azzal érvelt, hogy a világegyetemet a gonosz teremtette és amely elkülönül az erkölcsi Istentől.

### Hinduizmus
A Dvaita Vedanta indiai filozófiai iskola dualizmust hirdet Isten és az univerzum között azáltal, hogy két különálló valóság létezését tételezi fel. Az első és a legfontosabb valóság Shiva vagy Shakti, továbbá Visnu vagy Brahman valósága. Shiva vagy Shakti vagy Visnu a legfelsőbb Én, Isten, az univerzum abszolút igazsága, a független valóság. A második valóság a függő, de ugyanolyan valóságos univerzum, amely a maga külön lényegével létezik. Minden, ami a második valóságból áll, mint például az egyéni lélek ( dzsiva ), az anyag stb., létezik a maga külön valóságával. E filozófia megkülönböztető tényezője az Advaita Vedantával (a Védák monisztikus következtetése) szemben, hogy Isten személyes szerepet vállal, és valódi örökkévaló entitásnak tekintik, amely kormányozza és irányítja az univerzumot.   Mivel az egyének léte az isteni alapokon nyugszik, az isteni tükörképeiként, képeiként vagy akár árnyékaiként ábrázolják őket, de semmiképpen sem azonosak az istenivel. Az üdvösséget ezért úgy írják le, mint annak felismerését, hogy minden véges valóság alapvetően a Legfelsőbbtől függ. 

## Ontológiai dualizmus
Alternatív megoldásként a dualizmus jelentheti az emberek hajlamát arra, hogy a világot két átfogó kategóriára osztva érzékeljék és értsék azt. Ebben az értelemben dualisztikus, ha valaki egy fát mindentől, ami körülveszi, különálló dolognak tekint. Az ontológiai dualizmusnak ez a formája a taoizmusban és a konfucianizmusban létezik. A hiedelmük az univerzumot a jin és a jang egymást kiegészítő ellentéteire osztja.
Az olyan hagyományokban, mint a klasszikus hinduizmus ( szamkhja, jóga, vaiseshika és a későbbi védanta iskolák, amelyek elfogadták a gunák elméletét), a zen buddhizmus vagy az iszlám szufizmus, a megvilágosodás kulcsa az effajta dualista gondolkodás „meghaladása” anélkül, anélkül, hogy a dualizmust pusztán a monizmussal vagy a pluralizmussal helyettesítenénk. 

### A kínai filozófiában
Az univerzum két alapelvének , a jin és jang szembenállása és kombinációja a kínai filozófia részét képezi, és fontos jellemzője a taoizmusnak, mind filozófiaként, mind vallásként, bár a koncepció sokkal korábban alakult ki; eredete az ősidőkbe vész. A nézet az egymást kiegészítő, kozmikus erő jelenlétén alapszik.
Egyesek azt állítják, hogy a yin és a yang eredetileg a föld és az ég istene volt. A jint és a jangot a konfucianizmus is tárgyalja, de kisebb mértékben.